# Massimo Fabbrizi
Massimo Fabbrizi, född 27 augusti 1977 i  San Benedetto del Tronto, är en italiensk sportskytt.
Fabbrizi blev olympisk silvermedaljör i trap vid sommarspelen 2012 i London.